# 킴스큐 Rb
킴스큐 Rb(KimsQ Rb)는 킴스큐에 RBL이라는 상용 라이선스가 적용된 제품이다. 킴스큐의 오픈 소스 소프트웨어 버전은 킴스큐 OSS가 있다. 2011년 2월 8일에 제품 발표회를 가졌으며 2012년 2월 18일에 제1회 오픈라인 사용자 교육을 시작으로 정기 교육을 진행하였다.
킴스큐 사용에 최적화 된 호스팅 서비스인 킴스큐 Live를 이용할 수 있으며, 킴스큐 Rb에 사용할 수 있는 확장 기능 및 테마를 마켓에서 무료로 다운로드 받거나 유료로 구매할 수 있다.

## 특징

### 모듈
기능과 디자인이 구조적으로 연결되는 모듈형 구조를 사용한다. 기본 모듈과 킴스큐 마켓을 통해 공급되는 확장 기능을 조합함으로써 다양한 구성이 가능하다.

### PC와 Mobile 통합 생성 관리
PC 웹브라우저와 Mobile 기기에도 최적화 된 사이트를 생성할 수 있다.

## 설치 환경
- 운영체제 : 리눅스/유닉스 계열 또는 윈도
- 웹서버 : Apache 또는 IIS (Apache 2.x 이상 또는 IIS 7 이상 권장)
- PHP : 4.x 이상(5.x 이상 권장)
- MYSQL : 3.23.x 이상(5.x 이상 권장)

## 역사
- 2011년 2월 8일 : 킴스큐 Rb 1.0.0 정식 버전 발표
- 2011년 2월 18일 : 제1회 오프라인 사용자 교육
- 2011년 2월 23일 : 1.0.1 버전 발표
- 2011년 6월 30일 : 1.0.5 버전 발표
- 2012년 8월 1일 : 킴스큐 Rb에 최적화된 호스팅 서비스인 킴스큐 Live 정식 론칭
- 2012년 9월 26일 : 1.2.0 버전 발표
- 2013년 1월 : GNU LGPL로 라이선스 변경[4]
- 2018년 4월 : RBL로 라이선스 변경[5]